# Sant Miquel d'Alforja
Sant Miquel d'Alforja és l'església parroquial d'Alforja (Baix Camp) dedicada a sant Miquel Arcàngel. D'estil barroc del segle xvii, està protegida com a bé cultural d'interès local.

## Descripció
És un edifici de planta rectangular d'una nau amb capelles laterals, cinc trams més la capçalera, plana. El cor elevat és als peus damunt de la creueria de tercelets. La capçalera és amb volta de canó. La porta als peus és renaixentista, amb fornícules de veneració laterals i buides. La nau central té unes mides de 38,60 per 20,10 metres. La torre del campanar és als peus, al costat de l'evangeli, amb una altura de 63,4 metres a peu de la plaça. Està construïda amb carreus de pedra calcària, probablement del Cingle Blanc d'Arbolí. Afegits amb sofre i numerats. El rellotge fou col·locat l'any 1876.

## Història
En la Butlla d'Anastasi IV del 25 de març de 1154 se cita la "ecclesiam de Alforgia" entre els béns de la Mitra Tarragona. Aquesta antiga església devia ser romànica (de la qual resten encara alguns elements arquitectònics dispersos) i sembla que fou feta servir de bastida per a la construcció de la nova. L'any 1619 encara no havien començat les obres del nou temple, la construcció del qual es perllongà per molts anys. El 1710 es donaven per acabats els altars i les balconades, que feien de campanar provisional. El 1753 va iniciar-se la construcció del campanar, que va finir-se cap al 1798. Després del 1939 fou parcialment restaurada.